# Берг (Нижняя Австрия)
Берг (нем. Berg (Niederösterreich)) — коммуна (нем. Gemeinde) в Австрии, в федеральной земле Нижняя Австрия. 
Входит в состав округа Брук-на-Лайте.  Население составляет 685 человек (на 31 декабря 2005 года). Занимает площадь 9,47 км². Официальный код  —  3 07 03. Граничит непосредственно со столицей Словакии Братиславой.

## Политическая ситуация
Бургомистр коммуны — Георг Хартль (СДПА) по результатам выборов 2005 года.
Совет представителей коммуны (нем. Gemeinderat) состоит из 15 мест.
- СДПА занимает 10 мест.
- АНП занимает 5 мест.